# Kawasaki GPZ 1000RX
La Kawasaki GPZ 1000RX (nota anche come Ninja 1000R o ZXT00A a seconda dei mercati in cui veniva venduta) è una motocicletta della casa motociclistica giapponese Kawasaki prodotta dal 1986 al 1988.
Al momento del debutto sul mercato, era la moto stradale di produzione in serie più veloce del mondo, con una punta massima di 161 mph (260 km/h).

## Profilo e tecnica
È dotata di un propulsore dalla cilindrata totale di 997 cm³, alimentato da un sistema a quadrupla farfalla, coadiuvato da quattro carburatori Mikuni. Il motore a quattro cilindri in linea è dotato di 16 valvole, azionate mediante due alberi a camme in testa.
Con un alesaggio di 74 mm, una corsa di 58 mm e cilindrata portata a 997 cm³, il rapporto di compressione era stato ridotta a 10,2:1 rispetto al predecessore; erogava 125 CV a 9500 giri/min e sviluppava una coppia massima di 99 Nm a 8500 giri/min.
Fu presentata al pubblico per la prima volta nell'autunno 1985 al Salzburgring. Dotata di ruote da 16 pollici, la misura della ruota anteriore era la stessa della Kawasaki GPZ 900R, ma la ruota posteriore era più larga misurando 150/80 V16. Il motore incrementato nella cilindrata e che svolgeva funzione portante, era circondato da un telaio a doppia culla in tubi d'acciaio quadrati, con il telaietto posteriore che era in alluminio.
La GPZ 1000RX nei piani aziendali della Kawasaki doveva essere l'erede diretta della GPZ 900R, ma in seguito vennero commercializzate parallelamente. Proprio come avvenuto con la GPZ900R, anche la 1000 RX diventò la moto stradale più veloce in commercio nel 1986, raggiunta però pochi mesi dopo dalla Suzuki GSX-R 1100. Venne sostituita dalla ZX-10 "Tomcat" che riprendeva molti elementi in particolare il propulsore.